# Jane Wyman
Jane Wyman (nascida Sarah Jane Mayfield; Saint Joseph, 5 de janeiro de 1917 — Rancho Mirage, 10 de setembro de 2007) foi uma atriz, cantora, dançarina e filantropa estadunidese. Ela recebeu vários prêmios ao longo de sua carreira, incluindo um Oscar, três Globos de Ouro e duas indicações ao Emmy Award.
Sua carreira profissional começou aos 16 anos em 1933, quando ela assinou com a Warner Bros. Pictures, aparecendo em filmes como Public Wedding (1937), Os Cadetes do Barulho (1938), e sua sequência Cadetes em Apuros (1940), Três Homens Maus (1941), Pavor nos Bastidores (1950) Meu Filho, Minha Vida (1953), Sublime Obsessão (1954) e Tudo Que o Céu Permite (1955). Ela recebeu quatro indicações ao Oscar de melhor atriz, vencendo por Belinda (1948). Em seus últimos anos, alcançou sucesso contínuo na soap opera Falcon Crest (1981–1990), interpretando o papel da matriarca Angela Channing.
Wyman foi a primeira esposa do futuro presidente dos Estados Unidos, Ronald Reagan.

## Biografia
Nascida Sarah Jane Mayfield, filha de um ex-prefeito da cidade de St. Joseph, Jane foi incentivada pela mãe, que a queria como menina-prodígio. Após muitas tentativas infrutíferas de ingressar na carreira artística, vivendo vários meses em Hollywood, desistiu da ideia.
Ingressou na Universidade do Missouri, ganhando a vida como manicure e telefonista, e em 1932 Jane começou a cantar no rádio, até que em 1936 assinou seu primeiro contrato, com a Warner Bros. Pictures. O primeiro filme foi Gold Diggers of 1937 (“Cavadoras do Ouro de 1937”), feito em 1936. Ela estrelou dois filmes do estúdio com o então futuro marido, que foram Brother Rat em 1938 e a sequência, Brother Rat and a Baby em 1940.
Por 10 anos a atriz fez pequenos papéis em filmes sem importância na Warner. Billy Wilder, então, a emprestou para The Lost Weekend (“Farrapo Humano”), em 1945, filme vencedor do Óscar. A partir de então, foi reconhecido seu talento e estrelou, para a MGM The Yearling (“Virtude Selvagem”), em 1946, que lhe valeu indicação ao Oscar, e para a RKO Magic Town (“Cidade Mágica”), em 1947.
A Warner finalmente a aproveitou no papel da jovem surda-muda vítima de um estupro, em Johnny Belinda (“Belinda”), em 1948, que lhe valeu o Oscar de atriz. Teve mais duas indicações ao Oscar, em 1951, por The Blue Veil (“Ainda Há Sol em Minha Vida”), e em 1954, em Magnificent Obsession (“Sublime Obsessão”).
Ela foi a primeira mulher do ex-presidente dos Estados Unidos, Ronald Reagan, com quem esteve casada de 1940 a 1948. Ronald Reagan foi o terceiro marido da atriz, e o único com o qual teve filhos, dois biológicos e um adotivo. A filha Maureen Reagan é cantora e atriz de TV.
Wyman, que na década de 1980 participou da popular série de TV Falcon Crest, casou-se cinco vezes, chegando a declarar em certa ocasião: "Acho que não tenho talento para isso, algumas mulheres não são do tipo casamenteiro, ou, pelo menos, não do estilo para ficar casada permanentemente, e eu sou uma delas".
A atriz tinha se afastado do cinema desde 1993, e faleceu aos 90 anos, vitimada por uma artrite e diabetes.

## Filmografia parcial
- Gold Diggers of 1937 (“Cavadoras do Ouro de 1937”) (1936)
- Ready, Willing and Able (1937)
- Brother Rat (1938)
- Brother Rat and a Baby (1940)
- Flight Angels (1940)
- Princess O'Rourke (“Sua Alteza Quer Casar”) (1943)
- The Lost Weekend (“Farrapo Humano”) (1945)
- The Yearling (“Virtude Selvagem”) (1946)
- Night and Day (“Canção Inesquecível”) (1946)
- Magic Town (“Cidade Mágica”) (1947)
- Johnny Belinda (“Belinda”) (1948)
- A Kiss in the Dark (“Um Beijo no Escuro”) (1949)
- It's a Great Feeling ("Mademoiselle Fifi") (1949) (Participação especial)
- Stage Fright (“Pavor nos Bastidores”) (1950)
- The Blue Veil (“Ainda Há Sol em Minha Vida”) (1951)
- Here Comes the Groom (“Órfãos da Tempestade”) (1951)
- Three Guys Named Mike (“Os Três Xarás”) (1951)
- The Story of Will Rogers (“A História de Will Rogers”) (1952)
- Just for You (“Filhos Esquecidos”) (1952)
- Magnificent Obsession (1954) (“Sublime Obsessão”) (1954)
- The Glass Menagerie (“Algemas de Cristal”) (1950)
- So Big (“Meu Filho, Minha Vida”) (1953)
- All That Heaven Allows (“Tudo que o Céu Permite”) (1955)
- Lucy Gallant (“Lucy Galante”) (1955)
- Miracle in the Rain (“O Amor Nunca Morre”) (1956)
- Holiday for Lovers (“Amantes em Férias”) (1959)
- Pollyanna (“Poliana”) (1960)
- Bon Voyage! ("Bon Voyage, Enfim Paris!") (1962)
- How to Commit Marriage (“Como Cometer um Casamento”) (1969)

## Premiações
- Indicação ao Oscar de Melhor Atriz em The Yearling (“Virtude Selvagem”), em 1946.
- Oscar de Melhor Atriz em Johnny Belinda (“Belinda”), em 1948.
- Indicação ao Oscar de Melhor Atriz em The Blue Veil (“Ainda Há Sol em Minha Vida”), em 1951.
- Indicação ao Oscar de Melhor Atrizem Magnificent Obsession (“Sublime Obsessão”), em 1954.
- Globo de Ouro de Melhor Atriz em Série Dramática em Falcon Crest, em 1983